# (9122) Hunten
(9122) Hunten (1998 FZ8) – planetoida z pasa głównego asteroid okrążająca Słońce w ciągu 4 lat i 360 dni w średniej odległości 2,92 j.a. Została odkryta 22 marca 1998 roku.